# Joel Skinner
Joel Patrick Skinner, né à La Jolla (Californie) États-Unis le 21 février 1961, est un ancien joueur américain de baseball devenu manager et instructeur. Il est instructeur de troisième base chez les Cleveland Indians en 2008 et 2009 et actuellement chez les Athletics d'Oakland.

## Carrière

### Joueur
Drafté par Pittsburgh Pirates en 1979, Joel Skinner est transféré chez les Chicago White Sox en février 1982, où il fait ses débuts en Ligue majeure le 12 juin 1982.
Échangé en juillet 1986 aux New York Yankees, il termine sa carrière sous l'uniforme des Cleveland Indians.

### Entraîneur
Skinner devient manager des équipes de ligues mineures de l'organisation des Indians de 1995 à 2000. Pour ses débuts, il est responsable des Watertown Indians (46-27) où il est désigné meilleur manager de la New York - Penn League. Il poursuit ensuite en 1996 chez les Columbus Redstixx en South Atlantic League (79-63), les Kinston Indians en Carolina League en 1997 (87-53, et le titre de manager de l'année en CL), les Akron Aeros en 1998 et 1999 en Eastern League (titre de manager de l'année en 1998) puis les Buffalo Bisons en 2000 en International League.
Il est nommé instructeur de troisième base des Cleveland Indians en 2001. Il assure l'intérim au poste de manager des Indians en 2002 (76 matches) avant de retrouver son poste d'instructeur.